# Phaulopsis
Phaulopsis, biljni rod iz porodice primogovki smješten u vlastiti podtribus Phaulopsidinae, dio tribusa Ruellieae, potporodica Acanthoideae. Raširen je u tropskoj Africi, Indijskom oceanu, Indiji, jugozapadnoj Kini, Indokini. Opisan je u Species Plantarum. Editio quarta 3: 4, 342. 1800[1799]. 

## Etimologija
Latinsko ime roda potječe od grčkog, phaulos, što znači "neznatan" ili "trivijalan", i opsis, što znači "izgled", što se vjerojatno odnosi na male cvjetove. 

## Opis
Zeljaste biljke. Cvat pazušan, pokriven listolikim braktejama. Čaška zigomorfna, 2-usna; gornja usna 4-režnjevita; donja usna od jednog jako proširenog režnja. Vjenčić nejasno dvoustan; gornja usna 2-režnjevita; donja 3-režnjevita. Prašnika 4, dvostrukih, 2-tekusni; staminodi 0. Pelud prolatna (ima polarnu os veću duljinu od ekvatorskog promjera). Kapsula s elastičnom posteljicom.

## Vrste
1. Phaulopsis aequivoca Mankt.
2. Phaulopsis angolana S.Moore
3. Phaulopsis barteri T.Anderson
4. Phaulopsis ciliata (Willd.) Hepper
5. Phaulopsis dorsiflora (Retz.) Santapau
6. Phaulopsis gediensis Mankt.
7. Phaulopsis grandiflora Mankt.
8. Phaulopsis imbricata (Forssk.) Sweet
9. Phaulopsis johnstonii C.B.Clarke
10. Phaulopsis lankesterioides (Lindau) Lindau
11. Phaulopsis latiloba Mankt.
12. Phaulopsis lindaviana De Wild.
13. Phaulopsis marcelinoi Mankt.
14. Phaulopsis micrantha (Benth.) C.B.Clarke
15. Phaulopsis pulchella Mankt.
16. Phaulopsis rupestris (Nees) Lindau
17. Phaulopsis sangana S.Moore
18. Phaulopsis savannicola Mankt.
19. Phaulopsis semiconica P.G.Mey.
20. Phaulopsis symmetrica Mankt.
21. Phaulopsis talbotii S.Moore
22. Phaulopsis verticillaris (Nees) Mankt.

## Sinonimi
- Aetheilema R.Br.; Prodr. Fl. Nov. Holland.: 478 (1810)
- Antheilema Raf.; Fl. Tellur. 4: 66 (1838), sphalm.
- Micranthus J.C.Wendl.; Bot. Beob.: 38 (1798), nom. rej.
- Theileamea Baill.; Bull. Mens. Soc. Linn. Paris 821 (1890)